# Класика
Класика (від. лат. classicus – взірцевий) – видатні художні твори, які є зразками для певної національної та світової літератури, музики, образотворчого мистецтва, архітектури тощо. 
Спочатку «класик» — той хто належить до першого розряду, «класу», вищою з п'яти цензових категорій, на які були розділені громадяни Стародавнього Риму. У метафоричному сенсі («еліта») слово «класики» вперше вжив Цицерон, а стосовно літератури — Авл Гелій у ІІ столітті. Гуманісти Відродження, для яких зразками та ідеалом в області літератури та мистецтва були всі античні письменники, живописці, скульптори, архітектори і т.п., називали їх класиками.